# عصب صماخی (تیمپانی)
عصب صماخی یا  عصب ژاکوبسون (به انگلیسی: tympanic nerve) شاخه ای از عصب زبانی حلقی است که نزدیک گوش قرار دارد.

## مسیر
عصب صماخی ، از گانگلیون خاره‌ای خارج می‌شود، و با عبور از کانالی کوچک به نام کانال صماخی تحتانی (inferior tympanicus canaliculus) به درون صندوق صماخ صعود می‌کند.
در حفرهٔ صماخی به شاخه‌هایی تقسیم می‌شود که شبکه‌ی صماخی را تشکیل می‌دهند و در شیارهایی که بر روی دماغه (پرومونتوری؛ برجستگی‌ای که حلزون گوش بر روی دیوارهٔ داخلی حفرهٔ صماخی ایجاد می‌کند) وجود دارند محاط می‌شوند.
عصب ژاکوبسون هم فیبرهای حسی دارد، و هم فیبرهای ترشحی.
- فیبرهای حسی آن گوش میانی را حس می‌دهد.
- فیبرهای ترشحی پاراسمپاتیک با عنوان عصب خاره‌ای کوچک‌تر (Lesser Petrosal nerve) ادامهٔ مسیر می‌دهد و غدهٔ پاروتید را تحریک به ترشح می‌کند. فیبرهای ترشحی وارد گانگلیون چشمی (otic ganglion) می‌شوند.
- فیبرهای سمپاتیک (برای عصب خاره‌ای عمقی بزرگ) طی ارتباط با شبکهٔ کاروتید.

## نگارخانه

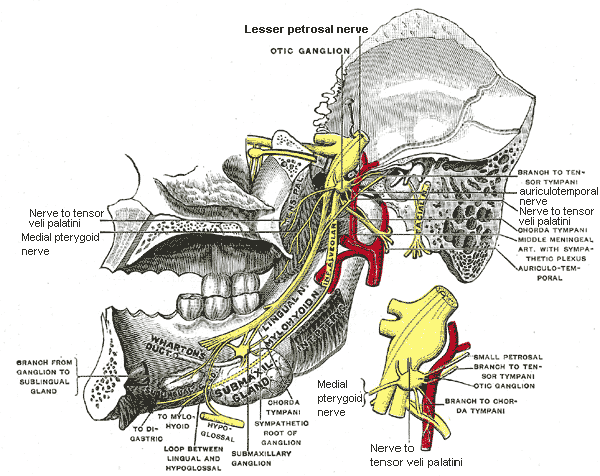
عصب خاره‌ای کوچک‌تر (lesser petrousal nerve)
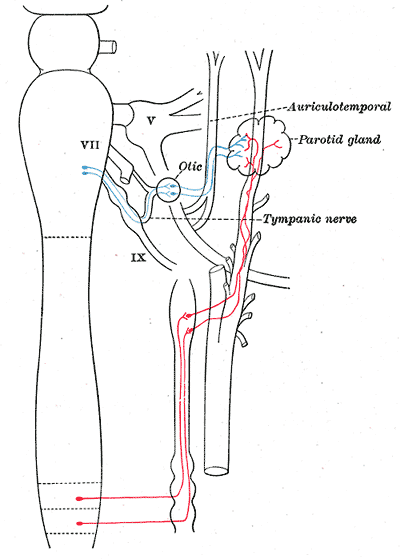
ارتباطات سمپاتیک گانگلیون‌های بینایی (otic) و گردنی فوقانی (superior cervical)